# Ferula rigidula
Espèce
Ferula rigidula est une espèce de plantes à fleurs de la famille des Apiaceae et du genre Ferula, endémique du Moyen-Orient. C'est une plante herbacée à tiges fortement ramifiées, tendres mais rigides dans la partie supérieure, qui se terminent par une ombelle de fleurs jaunes.

## Description

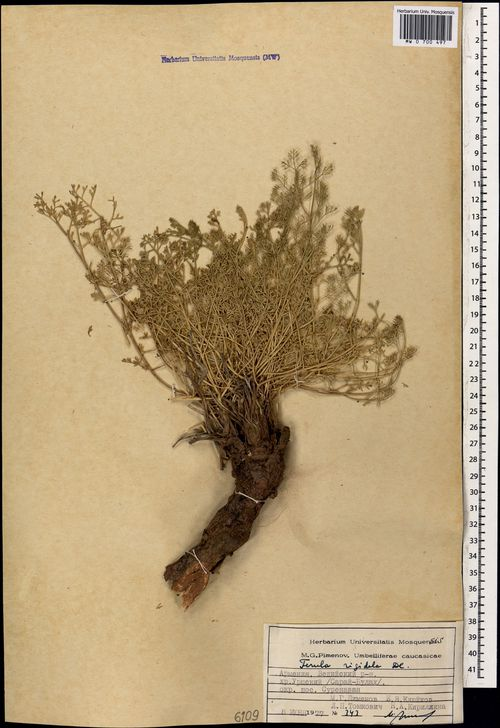
Spécimen d'herbier de Ferula rigidula. Collecté en Arménie.

### Appareil végétatif
La tige, le plus souvent complètement dénudée, est plus ou moins fortement ramifiée, arrondie et relativement mince. Elle ne dépasse pas 70 à 80 cm. Les feuilles restent longues, à limbe divisé en deux pennes, d'environ 5 mm de long, linéaires, pointues, quelque peu charnues ou cartilagineuses, sur la face supérieure médiane avec un sillon ; les pinnules terminales sont peu nombreuses, les pinnules primaires étant assez éloignées les unes des autres ; la gaine foliaire a une forme presque cylindrique et entoure la tige à une certaine distance. Elle est coriace et lisse, les nerfs à peine visibles.

### Appareil reproducteur
L'ombelle centrale est généralement sessile, c'est-à-dire située directement sur la bases des tiges des ombelles latérales, ou est très brièvement pédonculée. Toutes les ombelles ont 6 à 12 rayons et portent 10 à 15 fleurs. Les très petits pétales jaunes n'atteignent que 1 mm de long, sont elliptiques, acuminés. Les fruits sont des méricarpes qui peuvent être deux fois plus longs que les pédicelles, mais à en juger par le type, ce n'est pas toujours le cas. Ils sont oblongs-elliptiques à elliptiques, de 10 à 12 mm de long, 5,5 à 6 mm de large, faiblement convexes, à bord très étroit et à côtes filiformes. Les vittae sont relativement larges et s'étendent seules ; celles sur la commissure, au nombre de 4 à 6 les unes à côté des autres, sont étroites.
Les tiges fortement ramifiées, tendres mais rigides dans la partie supérieure, qui se terminent par une ombelle centrale assise, les gaines foliaires cylindriques et coriaces, les méricarpes à marge étroite seulement et les vittae étroites disposées par 4 ou 6 sur la commissure sont particulièrement caractéristiques de l'espèce.

## Répartition
Endémique du Moyen-Orient, cette espèce n'est présente qu'en Iran, dans le Caucase et en Turquie.

## Taxonomie
L'espèce est décrite en premier par le botaniste suisse Augustin-Pyramus de Candolle en 1830, à partir des travaux de l'Allemand Friedrich Ernst Ludwig von Fischer. Il la classe dans le genre Ferula sous le nom binominal Ferula rigidula, dans son ouvrage Prodromus systematis naturalis regni vegetabilis.
Ferula rigidula a pour synonymes :
- Ferula laeta Woronow, 1933
- Ferula rupestris Boiss. & Balansa, 1859
- Peucedanum rupestre Boiss. & Balansa, 1859